# Кламат (индейская резервация)
Кламат (англ. Klamath Reservation) — индейская резервация кламатов, модоков и северных пайютов расположенная в южно-центральной части штата Орегон, США. 

## История
В 1826 году Питер Скин Огден, мехоторговец из Компании Гудзонова залива, был первым белым человеком, который встретился с кламатами и торговал с ними до 1829 года. Вторжение евроамериканцев на индейские земли в 1850-х годах принесло новые эпидемии, которые значительно сократили численность племён. В 1864 году кламаты и модоки заключили договор с властями США, согласно которому они уступали более 52 600 км² своей земли и переселялись в индейскую резервацию площадью 4 452 км². Кроме них, в резервацию Кламат были переселены некоторые другие группы индейских племён.
К 1873 году жители резервации продавали пиломатериалы военным в форте Кламат и другим частным лицам, а к 1896 году продажи значительно возросли и оценивались уже в четверть миллиона футов досок. В 1901 году правительство США согласилось выплатить объединённому племени 537 000 долларов за незаконно присвоенные земли.  В 1954 году постановлением Конгресса США племя было лишено федерального признания и большая часть племенных земель была ликвидирована. В августе 1986 года, после тридцати двух лет настойчивого лоббирования, лидеры объединённого племени наконец смогли вернуть федеральное признание.

## География
Современная индейская резервация Кламат состоит из двенадцати небольших несмежных участков земли в юго-восточной части округа Кламат. Общая площадь резервации составляет 1,287 км². Административным центром резервации является город Чилокуин (на языке кламат — Мбосаксаваас, «кремнёвое место»).

## Демография
В 2000 году на территории резервации проживало всего 9 человек, пятеро из которых были белыми. По данным федеральной переписи населения 2010 года, в резервации проживало 26 человек. Согласно федеральной переписи населения 2020 года в резервации проживало 25 человек, насчитывалось 31 домашнее хозяйство и 21 жилой дом. Средний возраст, проживающих в Кламате, составлял 64,4 года. Средний доход на одно домашнее хозяйство в индейской резервации составлял 11 250 долларов США. Около 68,3 % всего населения находились за чертой бедности, в том числе все из тех, кому ещё не исполнилось 18 лет, и 77,8 % старше 65 лет.
Расовый состав распределился следующим образом: белые — 0 чел., афроамериканцы — 1 чел., коренные американцы (индейцы США) — 17 чел., азиаты — 0 чел., океанийцы — 0 чел., представители других рас — 1 чел., представители двух или более рас — 6 человек; испаноязычные или латиноамериканцы любой расы составили 4 человека. Плотность населения составляла 35,98 чел./км².

## Комментарии
1. ↑  В состав резервации входит лишь  часть населённого пункта.